# Livóhuta
Livóhuta (szlovákul: Livovská Huta) község Szlovákiában, az Eperjesi kerület Bártfai járásában.

## Fekvése
Bártfától 30 km-re délnyugatra, a Tapoly bal oldalán, annak forrásvidékén fekszik.

## Története
A községet a 17. században alapították a Hertneki birtokon. A 18-19. században az Anhaltok tulajdonában állt. 1773-ban „Hutta” néven említik. A 18 században létesült üveggyárában palackokat állítottak elő. 1828-ban 26 háza és 200 lakosa volt, akik főleg erdei munkákkal foglalkoztak. A 19. században fűrészüzemet létesítettek itt, 1856-tól pedig őrlőműhelye is volt a falunak. Az üveggyár 1906-ig működött, megszűnése után a lakosság egy része elköltözött. A trianoni diktátum előtt Sáros vármegye Bártfai járásához tartozott.

## Népessége
| Év:            | 1994. | 2004.   | 2014.    | 2024.    |
| -------------- | ----- | ------- | -------- | -------- |
| Emberek száma: | 59    | 54      | 45       | 37       |
| Eltérés:       |       | -8,47 % | -16,66 % | -17,77 % |

| Év:            | 2023. | 2024.   |
| -------------- | ----- | ------- |
| Emberek száma: | 38    | 37      |
| Eltérés:       |       | -2,63 % |

1910-ben 258, túlnyomórészt ruszin lakosa volt.
2001-ben 54 szlovák lakosa volt.
2011-ben 51 szlovák lakta.

## Nevezetességei
- Szent Jakab apostol tiszteletére szentelt római katolikus temploma 1937-ben épült.